# 波罗舞曲
波罗舞曲是一种西班牙民间舞曲，流行于安达卢西亚，多用切分音，中速，3/8拍子，伴随舞曲的舞蹈者，经常发出快速的呼叫声，伴奏者也舞动身体，具有非常鲜明的西班牙特色，所以比才创作的芭蕾舞剧《卡门》第四幕的前奏曲则采用波罗舞曲形式，西班牙作曲家德·法雅的《西班牙民歌七首》中第七首也应用波罗舞曲形式。